# Metazygia bahia
Metazygia bahia là một loài nhện trong họ Araneidae.
Loài này thuộc chi Metazygia. Metazygia bahia được Herbert Walter Levi miêu tả năm 1995.